# Playa Sanyang
La Playa de Sanyang (en inglés: Sanyang Beach) es una playa de arena en la nación africana de Gambia.
Playa Sanyang como la zona costera del Océano Atlántico que la rodea es llamada por los locales simplemente Sanyang. El tramo de playa se localiza en la región de la Costa Oeste en el distrito de Kombo Sur, al sur de la Punta de Sanyang, más específicamente en las coordenadas geográficas 13°15′48″N 16°47′23″O / 13.26333, -16.78972